# Busmente, Herías y La Muria

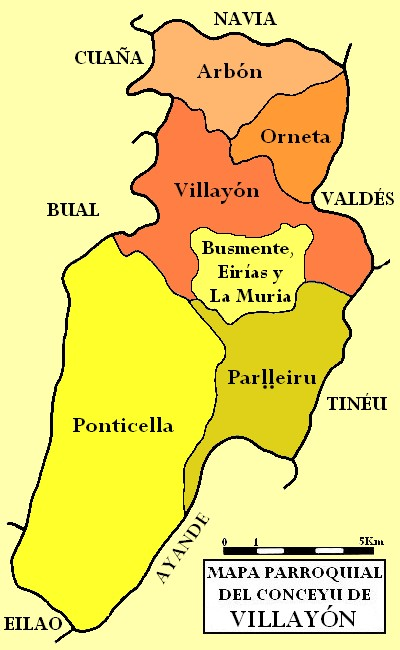
Situación de la parroquia en el concejo de Villayón

Busmente, Herías y La Muria (Busmente y Eirías en asturiano y oficialmente ) es una parroquia española del concejo de Villayón, perteneciente a la comunidad autónoma de Asturias.
La parroquia fue creada en 1991 al desgajarse de la de Villayón en la que estaba encuadrada. Cuenta con 12,5  km² de extensión y tenía una población de 126 habitantes en 2023.
La parroquia tiene dos núcleos de población:
- Busmente, a 4 km de la capital del concejo. Es el más poblado de la parroquia con 94 habitantes en 2023[3]
- Herías (Eirías en asturiano y oficialmente[1]), a 6 km de Villayón, con 32 habitantes en 2023.[4]

Se trata de una parroquia con una fuerte presencia de población y tradiciones vaqueiras, grupo dedicado a la trashumancia. Esto queda reflejado en la tradición oral donde hay un dicho que dice:

«Las vaqueiras de Busmente dan el cheite a los galanes y dicen a la xente que lu beben los tenrales»